# Ett drömspel

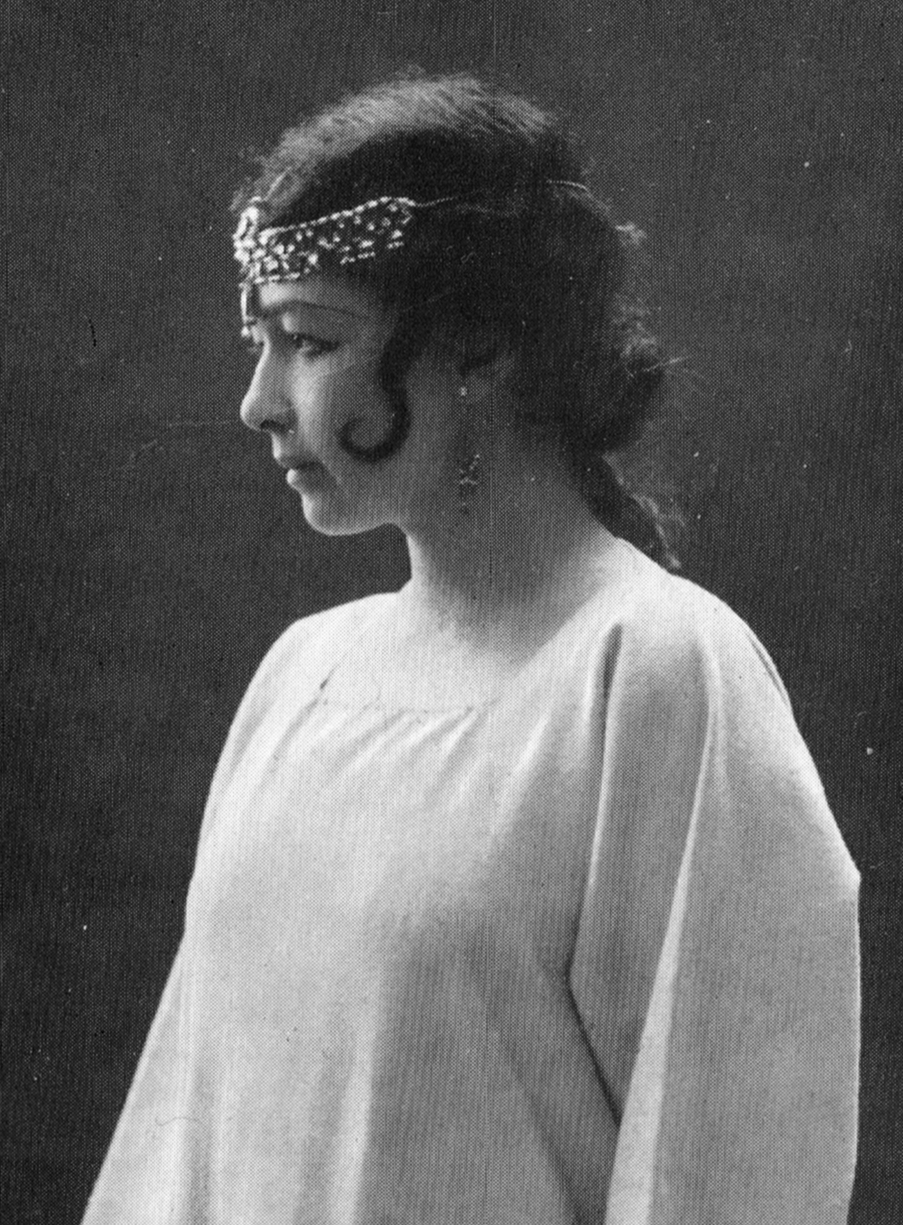
Harriet Bosse som Indras dotter i uruppsättningen vid Svenska teatern 1907.

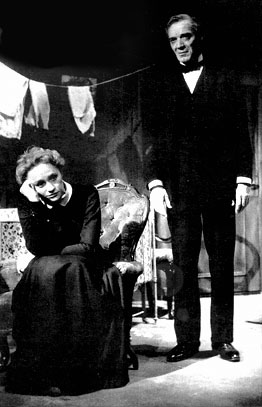
Gunn Wållgren (Dottern) och Uno Henning (Advokaten) på Dramaten 1955.

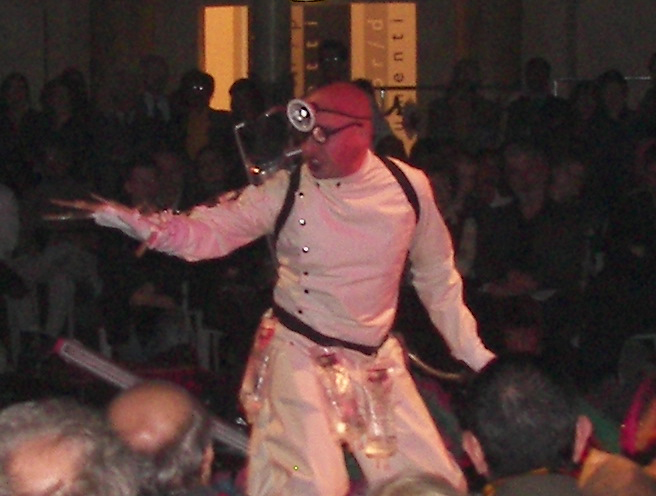
Daniele Sirotti som Karantäninspektören i Rom år 2010 (regi Matteo Tarasco).

Ett drömspel är en teaterpjäs av August Strindberg, utgiven 1902. Pjäsen kan räknas till Strindbergs så kallade vandringsdramer och betraktas som föregångare till det expressionistiska dramat. I pjäsen kommer guden Indras dotter ned till jorden för att uppleva människornas livsvillkor. Som ett ledmotiv för pjäsen upprepar Indras dotter, kallad "Agnes", gång på gång "Det är synd om människorna".
I förordet till Ett drömspel skriver författaren:
| ” | Tid och rum existerar icke; på en obetydlig verklighetsbakgrund spinner inbillningen ut och väver nya mönster; en blandning av minnen, upplevelser, fria påhitt, orimligheter och improvisationer. – Personerna klyvas, fördubblas, dunsta av, förtätas, flyta ut, samlas. Men ett medvetande står över alla, det är drömmarens; för det finns inga hemligheter, ingen konsekvens, inga skrupler, ingen lag. | „ |

Det är bland annat på grund av dessa egenskaper, det som kallas hans "drömspelsteknik", som Strindberg, vid sidan av William Butler Yeats och Maurice Maeterlinck, betraktas som en av den modernistiska teaterkonstens portalgestalter.  
Vilken sida av Strindberg som betonas är en fråga om regissörens val; medan den modernistiskt abstrakta sidan betonades av Max Reinhardt framhöll Olof Molander i sina uppsättningar av Ett drömspel i högre grad de realistiska aspekterna. 
Strindberg själv kallade Ett drömspel för "mitt mest älskade drama, min största smärtas barn".
Pjäsen uruppfördes på Svenska teatern i Stockholm den 17 april 1907 med Harriet Bosse som "Dottern".

## Tillkomst
Hösten 1901 genomgick Strindberg en svår kris. Den 6 maj hade han gift sig med den unga skådespelerskan Harriet Bosse, som dock efter en kontrovers i slutet av augusti lämnat honom och skrivit att hon gått för alltid. August blev förtvivlad men fortsatte dock att skriva till Harriet. Ungefär samtidigt berättar Strindbergs occulta dagbok om utkast till Ett Drömspel. Först på hösten samma år, den 5 oktober, återvände Harriet till August. Man antar att en del av pjäsen var skriven då. Hela texten, bortsett från avsnittet om kolbärarna, och scenanvisningarna bör ha färdigställts under november 1901. Avsnittet om kolbärarna bifogades senast i början av 1902. Pjäsen utkom i tryck, tillsammans med verken Kronbruden och Svanevit, på senvåren 1902 och fick goda recensioner.

## Innehåll
Skådespelet börjar och slutar i ett slott som växer uppåt. Däremellan förekommer delvis återkommande scener, såsom: 
- Olyckliga parförhållanden
- Skärgårdsorterna Fagervik och Skamsund. Orterna förekommer även i en senare novellsamling av Strindberg och anses ha förebild i Furusund och Köpmanholm
- Scener med en advokats promotion och grälande akademiker
- Fingals grotta

Många av dessa scener antas relatera till Strindbergs egna upplevelser

## Huvudpersoner
- Dottern, även kallad Agnes eller Indras dotter
- Officeren
- Advokaten
- Diktaren

## Uruppförande
Uruppförandet 1907 regisserades av Victor Castegren med dekor av Carl Grabow. Dotterns spelades av Harriet Bosse, Officeren av Ivar Kåge, Advokaten av Tore Svennberg och Diktaren av Ivan Hedqvist. Recensionerna var blandade; framför allt kritiserades det tekniska: de många och komplicerade scenombyggnaderna störde framförandet.

## Teateruppsättningar i urval
- Mauritz Stiller Ett drömspel, 1916, Lorensbergsteaterns invigningsföreställning, Göteborg.
- Max Reinhardt Ett drömspel, 1921, Dramaten, Stockholm, med Jessie Wessel som Indras dotter.
- Olof Molander Ett drömspel, 1935, Dramaten, Stockholm, med Tora Teje som Indras dotter.
- Ingmar Bergman Ett drömspel, 1963, TV-film.
- Ingmar Bergman Drömspelet, 1970, Dramatens lilla scen, Stockholm
- Lars Svenson Ett drömspel, 1976, Helsingborgs Stadsteater, Helsingborg
- Ingmar Bergman Ein Traumspiel, 1977, Residenztheater, München.
- Ingmar Bergman Ett drömspel, 1986, Dramatens lilla scen, Stockholm.
- Robert Lepage "Ett drömspel", 1994, Dramaten, Målarsalen, Stockholm, med Fransesca Quartey som Indras dotter. Scenografi Jan Lundberg
- Rolf Sossna, Ett drömspel, 1998, En Annan Teater, Göteborg
- Peter Wanselius, Drömspelet, 1998, Dockteater Sesam, Göteborg
- Margita Ahlin, Ett drömspel, 1999, Folkteatern, Göteborg
- Mats Ek Ett drömspel, 2007, Dramatens stora scen, Stockholm.
- Ragna Weisteen Drömspelet, 2008, vandringsföreställning med Teater InSite i Malmö Stad
- Måns Lagerlöf Ett drömspel, 2009, Ung Scen Öst - Östgötateatern, Linköping & Norrköping.
- Charlotte Gottfries Ett drömspel, 2016, Teater Essence och Kulturparken, Gottsunda Dans & Teater
- 123-Schtunk, "Ett drömspel", 2016, Lorensbergsteatern, Göteborg [4].
- 123-Schtunk, "Ett drömspel", 2017, Nöjesparken, Varberg [5].

## Musikdramatiska verk och operor i urval
- Julius Weissmann Ein Traumspiel, 1925, uppförd i Duisburg
- Erik Blomberg Ett drömspel, 1964-65, ej uppförd
- Aribert Reimann Ein Traumspiel, 1965 uppförd i Kiel
- Malcolm Williamson The Growing Castle, 1968, kammaropera uppförd på Dynevor castle i Wales
- Ingvar Lidholm Ett drömspel, 1992, uruppförd samma år på Kungliga Teatern i Stockholm, Regi Götz Friedrich, dirigent Kjell Ingebretsen.

## Filmatiseringar
- Unni Straume Drömspel, 1994